# Dioscoridillo melanoleucos
Dioscoridillo melanoleucos är en kräftdjursart som beskrevs av Franco Ferrara och Stefano Taiti 1996. Dioscoridillo melanoleucos ingår i släktet Dioscoridillo och familjen Eubelidae. Inga underarter finns listade i Catalogue of Life.